# Segunda Categoría del Guayas 2010
El Campeonato Provincial de Segunda Categoría de Guayas 2010 es un torneo de fútbol en Ecuador en el cual compiten equipos de la provincia de Guayas. El torneo es organizado por la Asociación de Fútbol del Guayas (AsoGuayas) y es avalado por la Federación Ecuatoriana de Fútbol. El torneo inició el 24 de abril de 2010. 
Participan 18 clubes de fútbol que disputarán la clasificación al torneo nacional de segunda categoría, que a su vez les dará la oportunidad de ascender a la Serie B para el siguiente año. El torneo consta de dos etapas regulares más una liguilla final.

## Equipos participantes
Participan la mayoría de los clubes de fútbol que estén afiliados a la Asociación de Fútbol del Guayas. A excepción de un equipo de Durán, todos pertenecen a la ciudad de Guayaquil. En total participan un total de 18 equipos en la primera etapa, de los cuales 8 llegarán a la segunda etapa.
| Equipos participantes  | Equipos participantes | Equipos participantes |
| ---------------------- | --------------------- | --------------------- |
| A.D. Naval             | Everest               | 9 de Octubre          |
| Academia Alfaro Moreno | Fedeguayas            | Montenegro F.C.       |
| Calvi                  | Liceo Cristiano       | Paladín "S"           |
| Don Café               | Liga de Guayaquil     | Panamá                |
| ESPOL                  | L.D. Estudiantil      | Patria                |
| Estudiantes del Guayas | Norte América         | Sur y Norte           |

## Resultados
Los horarios corresponden a la hora de Ecuador (UTC-5)

### Primera fase

#### Grupo A
| Equipo                 | Pts | PJ | PG | PE | PP | GF | GC | Dif |
| ---------------------- | --- | -- | -- | -- | -- | -- | -- | --- |
| Paladín "S"            | 19  | 8  | 4  | 1  | 1  | 26 | 6  | 20  |
| Panamá                 | 17  | 8  | 5  | 2  | 1  | 28 | 7  | 21  |
| 9 de Octubre           | 17  | 8  | 5  | 2  | 1  | 21 | 4  | 17  |
| Fedeguayas             | 16  | 8  | 5  | 1  | 2  | 21 | 7  | 14  |
| A.D. Naval             | 13  | 8  | 4  | 1  | 3  | 7  | 9  | -2  |
| Norte América          | 8   | 8  | 2  | 2  | 4  | 10 | 12 | -2  |
| Estudiantes del Guayas | 5   | 8  | 1  | 2  | 5  | 6  | 15 | -9  |
| Sur y Norte            | 4   | 8  | 1  | 1  | 6  | 6  | 22 | -16 |
| Don Café               | 3   | 8  | 1  | 0  | 7  | 6  | 49 | -43 |

#### Grupo B
| Equipo                 | Pts | PJ | PG | PE | PP | GF | GC | Dif |
| ---------------------- | --- | -- | -- | -- | -- | -- | -- | --- |
| Patria                 | 18  | 8  | 5  | 3  | 0  | 12 | 2  | 10  |
| Academia Alfaro Moreno | 17  | 8  | 5  | 2  | 1  | 15 | 8  | 7   |
| Liceo Cristiano        | 15  | 8  | 4  | 3  | 1  | 8  | 6  | 2   |
| Everest                | 14  | 8  | 4  | 2  | 2  | 17 | 8  | 9   |
| Calvi                  | 13  | 8  | 4  | 1  | 3  | 25 | 10 | 15  |
| Liga de Guayaquil      | 8   | 8  | 2  | 2  | 4  | 7  | 9  | -2  |
| L.D. Estudiantil       | 7   | 8  | 2  | 1  | 5  | 13 | 22 | -9  |
| ESPOL                  | 5   | 7  | 1  | 1  | 4  | 6  | 10 | -4  |
| Montenegro F.C.        | 0   | 7  | 0  | 0  | 7  | 3  | 31 | -28 |

Por una situación reglamentaria, Calvi, que estaba en quinto lugar, clasificó en lugar de Everest.

### Segunda fase

#### Grupo A
| Equipo                 | Pts | PJ | PG | PE | PP | GF | GC | Dif |
| ---------------------- | --- | -- | -- | -- | -- | -- | -- | --- |
| Calvi                  | 13  | 6  | 4  | 1  | 1  | 12 | 8  | 4   |
| Paladín "S"            | 12  | 6  | 4  | 0  | 2  | 10 | 4  | 6   |
| Academia Alfaro Moreno | 5   | 5  | 1  | 2  | 2  | 2  | 5  | -3  |
| 9 de Octubre           | 1   | 5  | 0  | 1  | 4  | 0  | 5  | -5  |

| 2 de junio de 2010, 09:00 | Academia Alfaro Moreno | 0:0     | 9 de Octubre | Est. Alejandro Ponce, Guayaquil |                           |
|                           |                        | Reporte |              | Árbitro(s): Carlos Mawyín       | Árbitro(s): Carlos Mawyín |

| 2 de junio de 2010, 11:00 | Calvi    | 1:4 (0:1) | Paladín "S"                       | Est. Alejandro Ponce, Guayaquil |                             |
|                           | Ruíz 89' | Reporte   | Mancheno 41' 87' · Arroyo 61' 83' | Árbitro(s): Roberto Alarcón     | Árbitro(s): Roberto Alarcón |

| 5 de junio de 2010, 09:00 | Calvi                     | 2:0 (0:0) | Academia Alfaro Moreno | Est. Ramón Unamuno, Guayaquil |                              |
|                           | Quinaluisa 51' · Mina 90' | Reporte   |                        | Árbitro(s): Eugenio Bermúdez  | Árbitro(s): Eugenio Bermúdez |

| 5 de junio de 2010, 11:00 | Paladín "S"  | 1:0 (0:0) | 9 de Octubre | Est. Pablo Sandiford, Durán  |                              |
|                           | Cevallos 82' | Reporte   |              | Árbitro(s): Edgar Hinostroza | Árbitro(s): Edgar Hinostroza |

| 9 de junio de 2010, 15:00 | Paladín "S"  | 1:2 (1:1) | Academia Alfaro Moreno  | Est. Pablo Sandiford, Durán |                             |
|                           | Mancheno 15' | Reporte   | Decker 42' · Avilés 86' | Árbitro(s): Roberto Alarcón | Árbitro(s): Roberto Alarcón |

| 9 de junio de 2010, 16:00 | 9 de Octubre | 0:1 (0:1) | Calvi    | Est. LDC de Pedro Carbo, Pedro Carbo |                                |
|                           |              | Reporte   | Mina 27' | Árbitro(s): Guillermo Guerrero       | Árbitro(s): Guillermo Guerrero |

| 12 de junio de 2010 | Calvi | 6:4 (2:3) | 9 de Octubre | Est. Alejandro Ponce, Guayaquil |  |

| 12 de junio de 2010 | Academia Alfaro Moreno | vs. | Paladín "S" | Est. Alejandro Ponce, Guayaquil |  |

| 16 de junio de 2010 | 9 de Octubre | vs. | Paladín "S" | Est. LDC de Pedro Carbo, Pedro Carbo |  |

| 16 de junio de 2010 | Academia Alfaro Moreno | 0:0 (0:0) | Calvi | Est. Ramón Unamuno, Guayaquil |  |

| 19 de junio de 2010 | Paladín "S" | 0:2 (0:0) | Calvi | Est. Pablo Sandiford, Durán |  |

| 19 de junio de 2010 | 9 de Octubre | vs. | Academia Alfaro Moreno | Est. LDC de Pedro Carbo, Pedro Carbo |  |

#### Grupo B
| Equipo          | Pts | PJ | PG | PE | PP | GF | GC | Dif |
| --------------- | --- | -- | -- | -- | -- | -- | -- | --- |
| Panamá          | 13  | 6  | 4  | 1  | 1  | 11 | 1  | 10  |
| Liceo Cristiano | 13  | 6  | 4  | 1  | 1  | 6  | 4  | 2   |
| Patria          | 6   | 6  | 1  | 3  | 2  | 3  | 5  | -2  |
| Fedeguayas      | 1   | 3  | 0  | 1  | 5  | 0  | 10 | -10 |

| 2 de junio de 2010, 09:00 | Panamá                                 | 3:0 (2:0) | Liceo Cristiano | Est. Ramón Unamuno, Guayaquil |                           |
|                           | Charcopa 22' · Corozo 45' · Villón 81' | Reporte   |                 | Árbitro(s): Juana Delgado     | Árbitro(s): Juana Delgado |

| 2 de junio de 2010, 16:00 | Fedeguayas | 0:0     | Patria | Est. Ramón Unamuno, Guayaquil |                        |
|                           |            | Reporte |        | Árbitro(s): Ati Pincay        | Árbitro(s): Ati Pincay |

| 5 de junio de 2010, 11:00 | Fedeguayas | 0:3 (0:2) | Panamá                          | Est. Ramón Unamuno, Guayaquil  |                                |
|                           |            | Reporte   | Canga 6' · Olivo 33' · Mera 59' | Árbitro(s): Guillermo Guerrero | Árbitro(s): Guillermo Guerrero |

| 5 de junio de 2010, 20:00 | Patria        | 2:0 (0:0) | Liceo Cristiano | Est. Los Chirijos, Milagro |                       |
|                           | Areas 84' 86' | Reporte   |                 | Árbitro(s): Iván Vera      | Árbitro(s): Iván Vera |

| 9 de junio de 2010, 09:00 | Liceo Cristiano | 1:0 (0:0) | Fedeguayas | Est. Alejandro Ponce, Guayaquil |                           |
|                           | Torres 51'      | Reporte   |            | Árbitro(s): Carlos Mawyín       | Árbitro(s): Carlos Mawyín |

| 9 de junio de 2010, 20:00 | Patria | 0:0     | Panamá | Est. Los Chirijos, Milagro |                          |
|                           |        | Reporte |        | Árbitro(s): Luis Muentes   | Árbitro(s): Luis Muentes |

### Tercera fase
| Equipo          | Pts | PJ | PG | PE | PP | GF | GC | Dif |
| --------------- | --- | -- | -- | -- | -- | -- | -- | --- |
| Calvi           | 10  | 6  | 3  | 1  | 2  | 10 | 8  | 2   |
| Paladín "S"     | 10  | 6  | 4  | 2  | 0  | 7  | 5  | 2   |
| Panamá          | 8   | 6  | 2  | 2  | 2  | 6  | 6  | 0   |
| Liceo Cristiano | 3   | 6  | 0  | 3  | 3  | 7  | 11 | -4  |